# Sturston
Sturston är en civil parish i Storbritannien.   Den ligger i grevskapet Norfolk och riksdelen England, i den sydöstra delen av landet, 130 km nordost om huvudstaden London. Arean är 7,8 kvadratkilometer.
Terrängen i Sturston är mycket platt.